# Higher Than the Eiffel
Albums de Audio Bullys
Generation
(2005)
Higher Than the Eiffel est le troisième album studio du groupe de musique électronique Audio Bullys. Il est sorti le 29 mars 2010.
Le single Only Man en est extrait.
Le groupe a collaboré pour la deuxième fois avec le chanteur de Madness, Suggs, après qu’il est apparu sur leur deuxième album Generation. Le clavier de Suggs Mike Barson a également participé à l'album sur les morceaux Twist Me Up et Goodbye.

## Pistes
| No  | Titre                                               | Durée |
| --- | --------------------------------------------------- | ----- |
| 1.  | Drums (On with the Story)                           | 3:38  |
| 2.  | Only Man                                            | 3:21  |
| 3.  | Daisy Chains                                        | 4:14  |
| 4.  | Feel Alright                                        | 4:31  |
| 5.  | Twist Me Up                                         | 3:12  |
| 6.  | Dynamite                                            | 4:11  |
| 7.  | Drained Out                                         | 2:57  |
| 8.  | London Dreamer                                      | 4:01  |
| 9.  | The Future Belongs to Us                            | 4:55  |
| 10. | Shotgun                                             | 4:56  |
| 11. | Dragging Me Down                                    | 4:01  |
| 12. | Smiling Faces                                       | 4:02  |
| 13. | 17                                                  | 3:14  |
| 14. | Goodbye (Avec la piste cachée Only Man (Rok Remix)) | 11:25 |